# HT Большого Пса
HT Большого Пса (лат. HT Canis Majoris) — одиночная переменная звезда в созвездии Большого Пса на расстоянии приблизительно 3712 световых лет (около 1138 парсеков) от Солнца. Видимая звёздная величина звезды — от +12,05m до +11,74m.

## Характеристики
HT Большого Пса — бело-голубая эруптивная неправильная переменная звезда Хербига (IA) спектрального класса B6Ve или A0. Эффективная температура — около 6823 К.